# Dubu jezik
Dubu jezik  (tebi; ISO 639-3: dmu), papuanski jezik kojim govori 220 ljudi (2005 SIL) na indonezijskom dijelu Nove Gvineje južno od Jayapura, u selima Dubu, Jembatan Web i Affi. Pripada jezičnoj porodici pauwasi, zapadnoj skupini
Govore ga poglavito starije osobe, u upotrebi je i indonezijski [ind].

## Vanjske poveznice
- Ethnologue (14th)
- Ethnologue (15h)